# Jeff Squire
Jeff Squire (Pontywaun, 23 settembre 1951) è un ex rugbista a 15 britannico, internazionale per il Galles, che giocava come flanker.
Ha iniziato la sua carriera nel St Lukes, dove divenne anche capitano. In seguito ha giocato con Cross Keys RFC, Newbridge RFC, Newport RFC e Pontypool RFC.
Il 15 gennaio 1977 ha fatto il suo esordio internazionale per il Galles in una partita contro l'Irlanda. Lo stesso anno ha preso anche parte al tour dei British and Irish Lions in Nuova Zelanda. Con la rappresentativa britanniche ha anche partecipato ai tour del 1980 e del 1983. La sua ultima partita con la nazionale è stata quella contro la Francia il 19 marzo 1983.
In totale ha disputato 29 partite per il Galles, con il quale ha vinto 2 Cinque Nazioni (1978, 1979), facendo un Grande Slam (1978) e 3 Triple Crown (1977, 1978, 1979).